# Термонатрит
Термонатрит (сода, Na2CO3*H2O) — моногидрат карбоната натрия, образующийся при дегидратации декагидрата карбоната натрия Na2CO3*10H2O - натрона.

## Свойства
Встречается в природе в виде бесцветных или белого цвета таблитчатых кристаллов, зернистых и порошковатых масс, выцветов.
Кристаллы принадлежат ромбической сингонии, вид симметрии 3L23PC.
Твёрдость — 1,5.
Удельный вес — 1,5
Кристаллы при нагревании не рассыпаются.
Минерал легко вскипает в соляной кислоте и растворяется в воде.

## Происхождение
Выпадает осадком в содовых озёрах Китая, Индии, Танзании. Спутники: сода, трона и гипс.